# Conception II: Children of the Seven Stars
Conception II: Children of the Seven Starts (CONCEPTIONII 七星の導きとマズルの悪夢 Konsepushon Tsū: Nanahoshi no Michibiki to Mazuru no Akumu?, bokstavligen "Befruktning II: De sju stjärnornas vägledning och Muzzles mardröm") är ett datorrollspel som utvecklades och gavs ut av Spike Chunsoft i Japan på japanska den 22 augusti 2013 till Playstation Vita och Nintendo 3DS. Atlus gav också ut spelet på engelska i Nordamerika den 15 april 2014, och i Europa den 14 maj 2014.
I Japan och Nordamerika finns spelet tillgängligt som både en fysisk produkt i butik och som ett nedladdningsspel via Playstation Store och Nintendo Eshop, medan det i Europa enbart finns som nedladdningsspel.
Spelet är en uppföljare till Playstation Portable-spelet Conception: Ore no Kodomo o Undekure!, men är helt fristående, och har enbart liknande gameplay och teman.